# موریس زاکس
موریس زاکس (به فرانسوی: Maurice Sachs) نویسنده یهودی قرن بیستم میلادی اهل فرانسه است. یکی از سربازان SS در آخرین روزهای جنگ جهانی دوم با شلیک گلوله از پشت موریس زاکس را از پای درآورد.